# 竹島由夏
竹島 由夏（たけしま ゆか、1986年6月3日 - ）は、日本の女優。東京都出身。カートプロモーション所属。双子座。血液型はA型。身長157cm。
趣味はダンス、映画鑑賞、読書。特技はフルート、バトン、日本舞踊。好きなスポーツはバトン。

## 出演

### テレビドラマ
- ダブルキッチン（1993年、TBS）[1]
- 素晴らしきかな人生（1993年、フジテレビ）[1]
- 月曜ドラマスペシャル ウルトラマンになりたかった男（1993年、TBS）[1]
- 金曜エンタテイメント リング（1995年8月11日、フジテレビ） - 山村貞子（少女期） 役
- みにくいアヒルの子（1996年4月16日 - 6月25日、フジテレビ） - 竹田映子 役
  - 春休みスペシャル（1997年4月1日）
  - 涙の再会スペシャル（2003年4月11日）
- 仮面ライダークウガ （2000年 - 2001年、テレビ朝日） - 夏目実加 役
- 六番目の小夜子（2000年4月8日 - 6月24日、NHK教育） - 山田実加 役
- 月曜ゴールデン 警視庁南平班〜七人の刑事〜（2009年8月24日、TBS） - 平塚良子 役
- 大魔神カノン 第5 - 6話・第18 - 19話（2010年4月30日 - 5月7日・8月6日 - 13日、テレビ東京） - 深津かなめ 役
- 大河ドラマ 八重の桜 （2013年5月19日 - 、NHK） - 山川操 役[2]
- ひみつ×戦士 ファントミラージュ! 第37話（2019年、テレビ東京） - サンタのお姉さん 役
- BG〜身辺警護人〜 第2章（2020年6月18日、テレビ朝日） - 研究員・伊丹綾子 役
- 警部補ダイマジン 第1話（2023年7月7日、テレビ朝日） - 船田由希子 役
- あなたを奪ったその日から 第1話・第8話（2025年4月21日・6月9日、関西テレビ・フジテレビ） - はちどり保育園・保育士 役[3]

### 映画
- NIGHT HEAD（1994年11月3日、東宝） - 天元早紀枝（少女期） 役
- 学校の怪談4（1999年7月10日、東宝） - 保科須美子 役
- バケツと僕!（2018年3月3日、彩プロ） - 里谷美由紀 役
- ウスケボーイズ（2018年10月20日、カートエンターテイメント） - 上村邦子 役
- シグナチャー～日本を世界の銘醸地に～（2021年）‐ 安蔵(水上)正子 役
- コウインKOUIN〜光陰〜（2024年4月12日、フルモテルモ） - 主演・佐野容子 役（出合正幸とW主演）[4]
- サラリーマン金太郎（ライツキューブ）[5]
  - 【暁】編（2025年1月10日）
  - 【魁】編（2025年2月7日）
- 陽が落ちる（2025年4月4日、フルモテルモ） - 主演・良乃 役[6]

### 舞台
- ラーメン物語（2007年3月28日 - 4月1日、ブディストホール）[7]
- TEN COUNT〜春の章〜（2007年11月14日 - 18日、シアターVアカサカ）[8]
  - TEN COUNT〜秋の章〜（2008年10月30日 - 11月7日、俳優座劇場）[9]
- DREAM-sunflower-（2008年1月8日 - 14日、東京芸術劇場）[10]
- 帰って来た蛍（2008年6月6日 - 15日、SPACE107）[11]
  - 帰って来た蛍〜神々のたそがれ〜（2010年7月15日 - 25日、草月ホール） - 鳥濱礼子 役[12]
  - 帰って来た蛍〜慟哭の詩〜（2012年6月8日 - 16日、前進座劇場）- 鳥濱礼子 役[13]
- 奇々怪々〜もののけ達の夜〜（2009年12月2日 - 6日、SPACE107） - 治 役[14]
  - 奇々怪々〜老ノ坂のもののけ達〜（2013年10月9日 - 14日、六行会ホール）[15]

### CM
- JR東日本（1995年）

### MV
- モンキー・マジック【AAA ver.】 「バナナ売りの少女 篇」（2006年） - バナナ売りの少女 役[注 1]

## 書籍

### 雑誌
- B.L.T.
- ヤングチャンピオン